# Monomoy Point Light

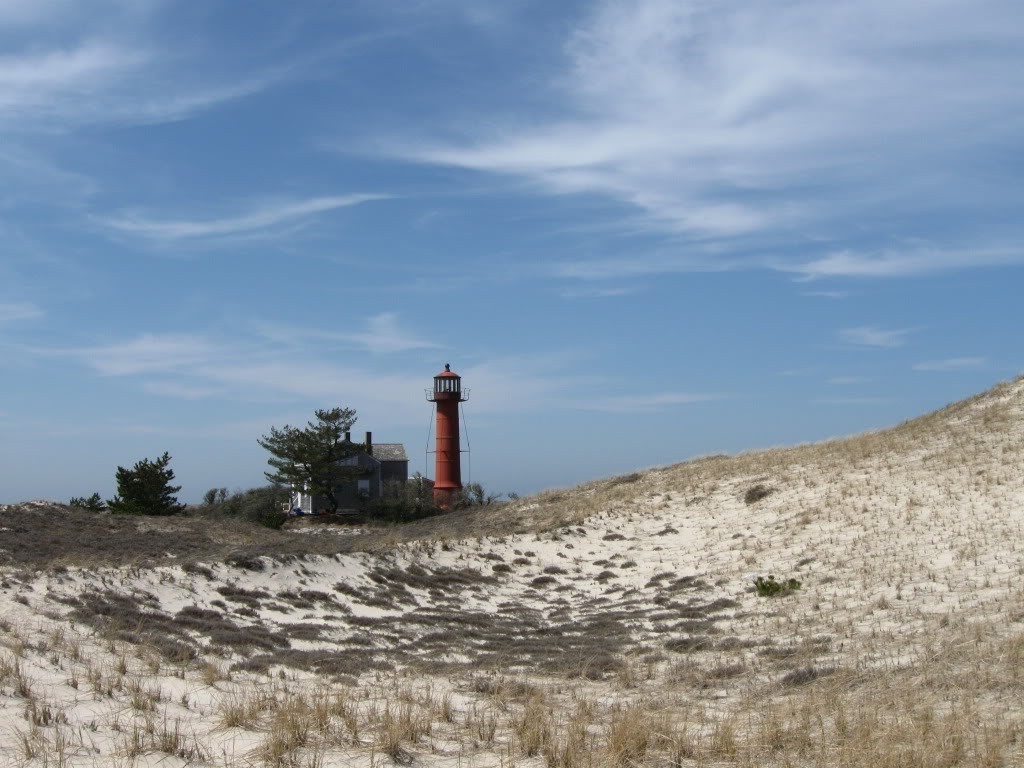
Leuchtturm Monomoy Point Light

Monomoy Point Light ist ein historischer und nicht mehr in Betrieb befindlicher Leuchtturm in den Vereinigten Staaten. Er liegt am Südende von Monomoy Island südlich von Chatham, Massachusetts, und des Cape Cod. 

## Geschichte
Der erste Leuchtturm von Chatham wurde 1823 gebaut, um eine Navigation durch das vor der Küste befindliche Polluck-Riff zu ermöglichen. Es handelte sich um einen Holzturm und ein aus Backstein gebautes Lampenzimmer auf dem Dach des Wärterhauses. 
Der heutige 1849 gebaute Turm war einer der ersten Leuchttürme aus Gusseisen in den Vereinigten Staaten. 1882 wurde er rot angemalt, damit er auch am Tage besser sichtbar war. Der gesamte Komplex besteht aus dem hölzernen Wärterhaus, dem gusseisernen Turm und einem Generatorhaus aus Ziegeln.
Seit der Eröffnung des Cape Cod Canal im Jahre 1914 nutzen die meisten Schiffe auf dem Weg zwischen dem Süden des Kaps und Boston diese kürzere und sicherere Verbindung. Entsprechend nahm der Verkehr am Monomoy Point Light ab und der Leuchtturm wurde 1923 außer Betrieb genommen.
Das Wärterhaus blieb erhalten und diente als Gästehaus. Die Lighthouse Preservation Society, die Massachusetts Audubon Society und die Organisation Friends of Monomoy setzten sich für die Erhaltung des Leuchtturms und des Wärterhauses ein, das im Bereich des Monomoy National Wildlife Refuge liegt. Neben einem historischen Jagdcamp ist der Komplex des Monomoy Point Light das einzige Bauwerk im Monomoy National Wildlife Refuge.
Am 1. November 1979 wurde der Turm im Rahmen der Multiple Property Submission Lighthouses of Massachusetts MPS als Monomoy Point Lighthouse in das National Register of Historic Places, Aktenzeichen 79000324, aufgenommen.